# Mikko Hirvonen
Mikko Hirvonen (nacido el 31 de julio de 1980 en Kannonkoski, Finlandia) es un piloto finlandés de rally, que ha participado desde 2002 hasta 2014 en el Campeonato Mundial de Rally. Durante su trayectoria en el mundial fue piloto oficial de Subaru, Ford y Citroën, disputando un total de 163 carreras y logrando quince victorias, sesenta y nueve podios y fue subcampeón en cuatro ocasiones: 2008, 2009, 2011 y 2012. También fue piloto de Škoda y M-Sport.
Fue campeón de Finlandia de rally en 2002 en la categoría de grupo A (menos de 2000 cc) y ese mismo año debutó en el mundial en el Rally de Finlandia de 2002. Dos años después consiguió su primer podio: un tercer puesto en el Rally Cataluña. Al año siguiente ya con Ford, logró su primera victoria: Rally de Australia de 2006, con el Ford Focus RS WRC 06. Con Ford logró la mayoría de sus victorias, doce con el Ford Focus RS WRC y dos con el Ford Fiesta RS WRC. Con Citroën logró su última victoria, en el Rally de Cerdeña de 2012.
Hizo una aparición en el Intercontinental Rally Challenge en el año 2010 cuando participó en el Rally de Montecarlo de 2010 en el debut en competición del Ford Fiesta S2000 con el que consiguió la victoria. También disputó pruebas en Italia, Estonia, Portugal, Serbia y Gran Bretaña.

## Trayectoria

### 2002-2005

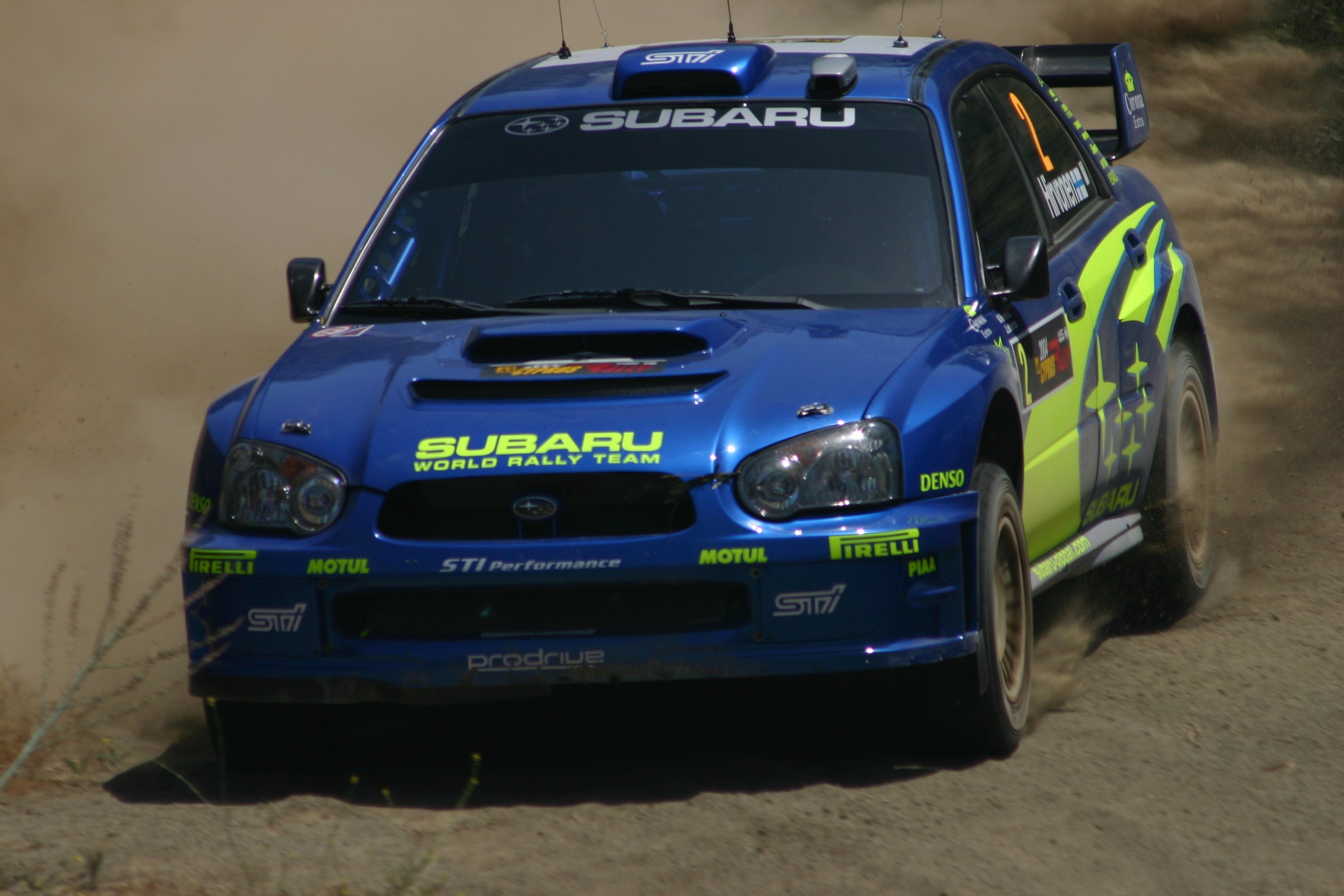
Hirvonen con un Subaru Impreza WRC en el Rally de Chipre de 2004.

Hirvonen ganó el Campeonato de Finlandia de Rally en la categoría 2000 cc, Grupo A, en el año 2002. Hizo su debut como uno de los de los corredores más jóvenes en el mundial, con el tercer coche de la escudería Ford World Rally Team en la temporada 2003, consiguiendo una sexta plaza en el Rally de Chipre, que le valdría un punto en el cómputo global del campeonato.
Al finalizar la temporada de 2003, Hirvonen fichó por el equipo Subaru World Rally Team, los cuales se habían alzado con el campeonato de pilotos de ese año gracias a la victoria de Petter Solberg, para la campaña de 2004. En esa temporada, Hirvonen puntuó en 10 rallies, pero su mejor resultado fue tan solo un cuarto puesto en los rallies de Argentina y de Australia. Su compatriota Jarmo Lehtinen fue su copiloto durante prácticamente toda su carrera deportiva.
Estos resultados no fueron suficientemente buenos para asegurarle un puesto en la temporada 2005, así que tuvo que competir como piloto privado ese año, conduciendo un Ford Focus WRC del año 2003. Sin embargo, así consiguió cosechar un tercer puesto en el Rally de Catalunya, su mejor marca hasta ese momento.

### 2006-2007

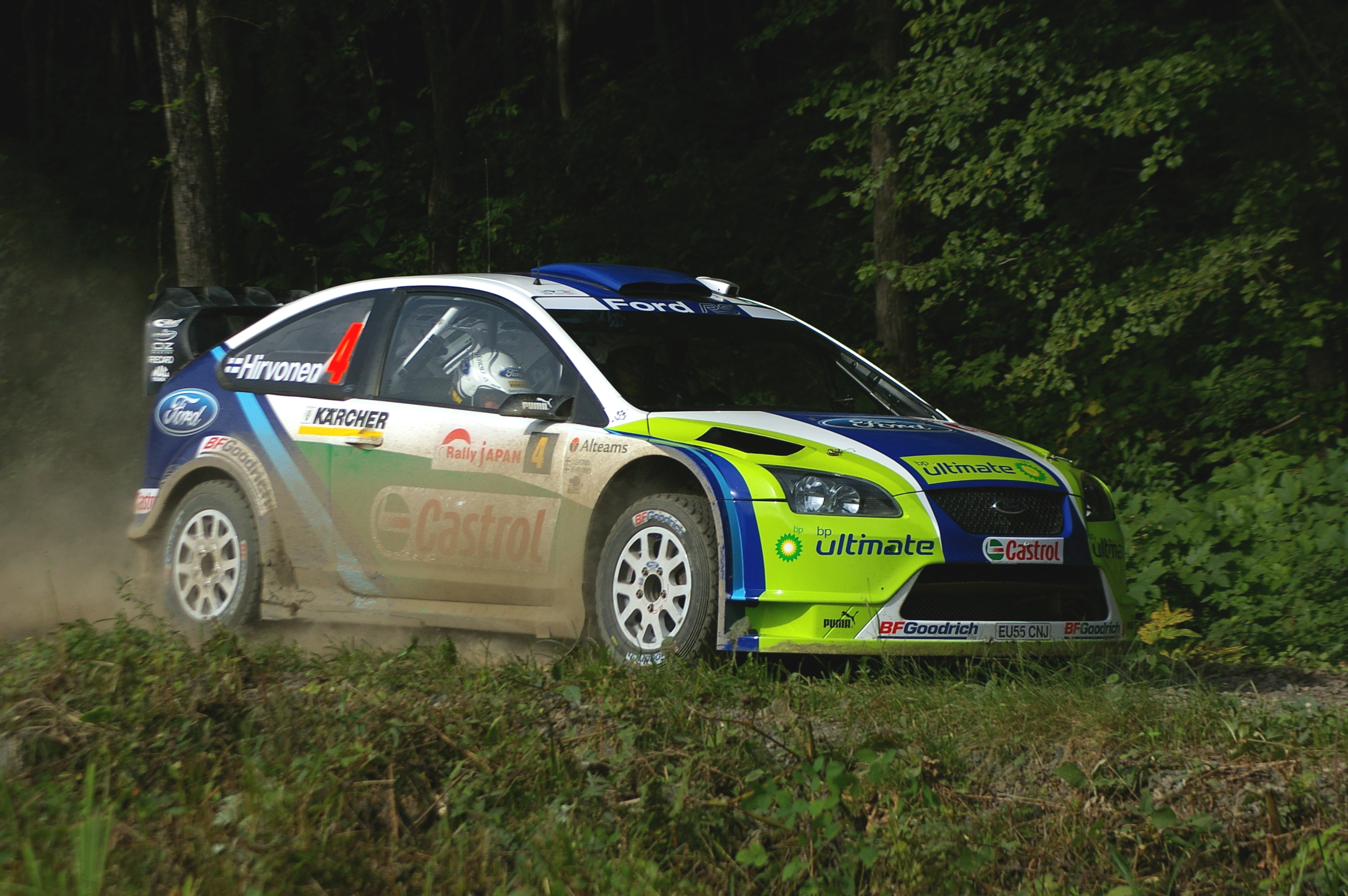
Hirvonen con un Ford Focus WRC en el Rally de Japón de 2006.

Las actuaciones de Hirvonen durante la temporada 2005 le pusieron otra vez en la órbita del equipo Ford, fichándolo para la temporada 2006. Hirvonen pilotó un Ford Focus RS WRC 06 junto a su compañero de equipo Marcus Grönholm. Hirvonen ganó por primera vez un rally en Australia, y terminó segundo en los rallies de Italia (disputado en Cerdeña), Turquía y Nueva Zelanda. Al acabar en el podio durante seis carreras consecutivas, se aseguró el tercer lugar en el Campeonato del Mundo de pilotos.
En la temporada 2007, Hirvonen comenzó con un quinto puesto en el Rally de Montecarlo y un tercer lugar en el Rally de Suecia. Consiguió su segunda victoria en el Mundial en 2007, en el Rally de Noruega, y más tarde también ganó los rallies de Japón y de Gran Bretaña, siendo este último el que cerraba la temporada. Terminó tercero en el campeonato de pilotos, 17 puntos por detrás de Sébastien Loeb. Junto a Grönholm, Hirvonen aseguró el título de constructores para Ford durante dos años consecutivos.

### 2008

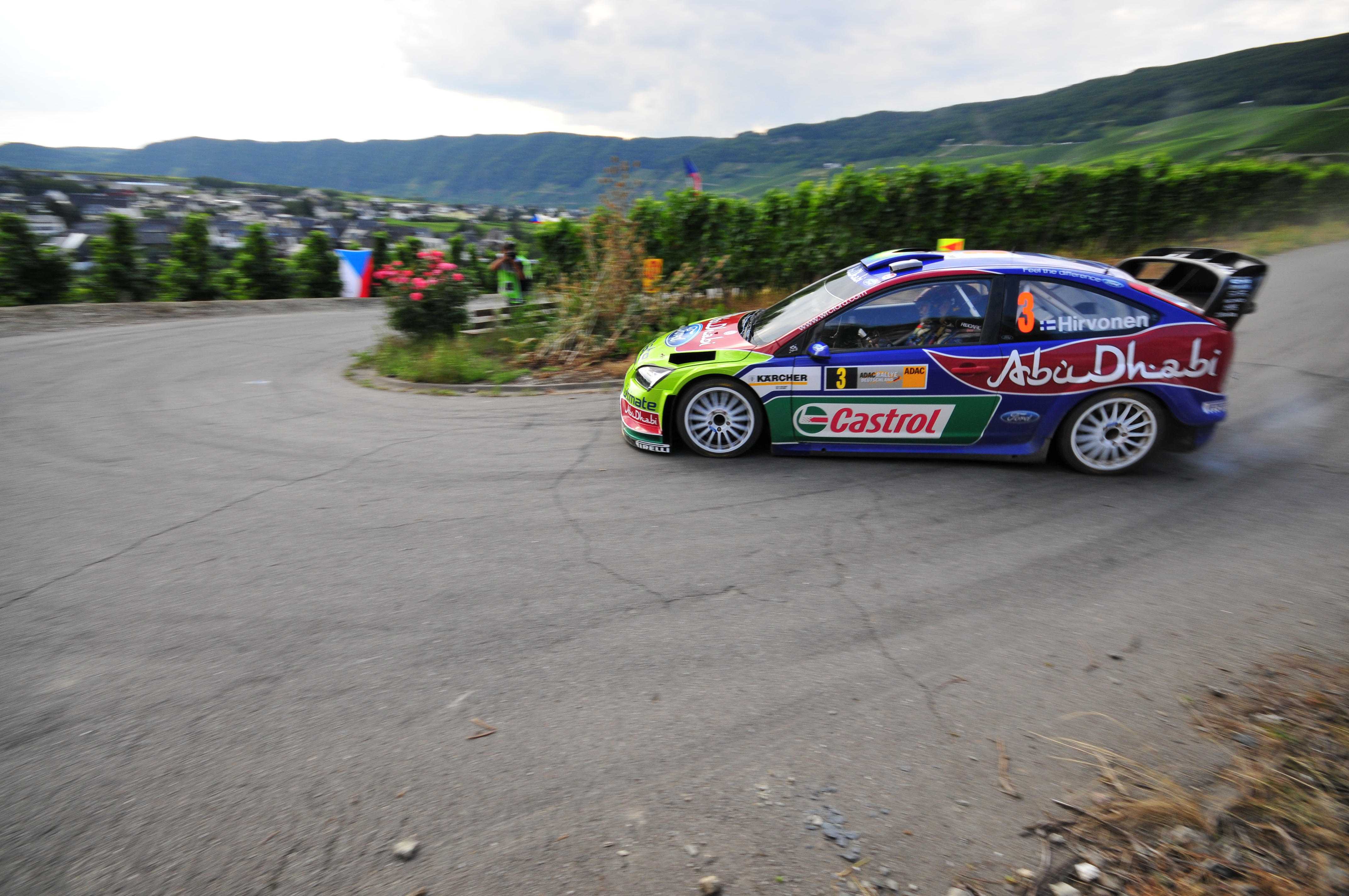
Hirvonen en el Rally de Alemania de 2008.

El 17 de diciembre, Hirvonen fue oficialmente anunciado como piloto número uno del equipo BP-Ford para la temporada 2008, después de la retirada de Marcus Grönholm. Su joven compatriota Jari-Matti Latvala fue nombrado compañero de Hirvonen para el segundo Focus de la fábrica. Hirvonen comenzó la temporada con un segundo puesto en el Rally de Monte Carlo, el cual era el objetivo tanto de Hirvonen como del equipo. En el Rally de Suecia era considerado favorito, pero tuvo que conformarse con el segundo puesto al no poder seguir el ritmo de su joven compañero de equipo. Tras las decepciones en el Rally México, donde sufrió varios pinchazos y tuvo que cambiar una rueda, y en el Rally de Argentina, del que tuvo que retirarse, y luego re-unirse en normas de SupeRally para conseguir un quinto lugar, Hirvonen logró su primera victoria de la temporada en la inauguración del Rally de Jordania.

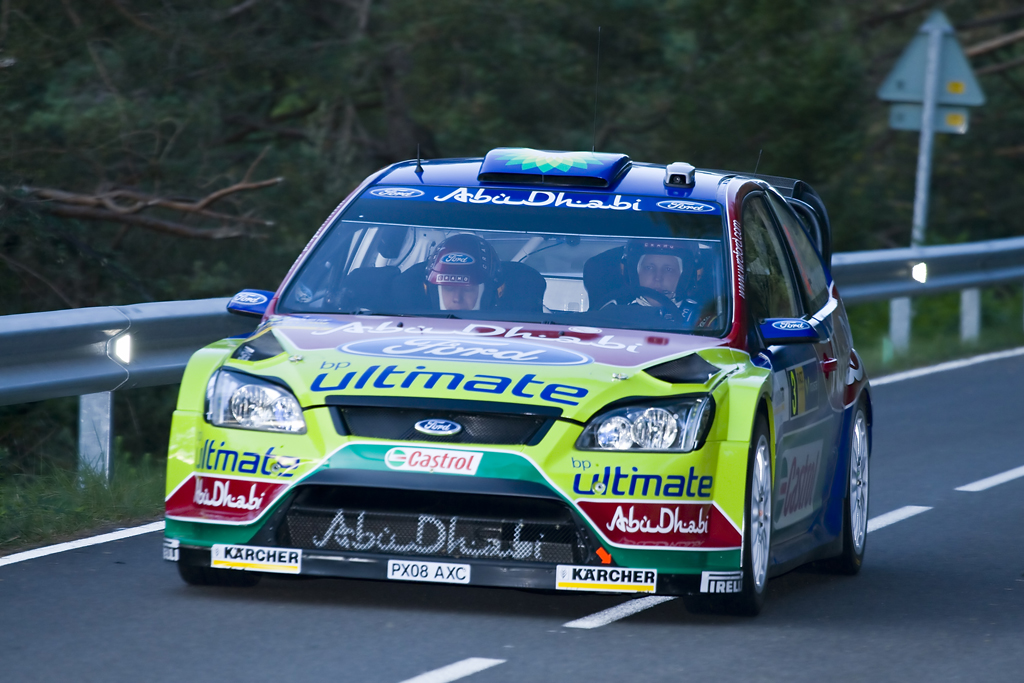
Hirvonen en el Rally de Cataluña de 2008.

Hirvonen consiguió su segunda victoria de la temporada en el Rally de Turquía. A pesar de ser el favorito para ganar en la prueba de su país, el Rally de Finlandia, no pudo igualar el ritmo de su rival por el título, y terminó en segundo lugar por detrás de Sebastien Loeb. En el Rally de Nueva Zelanda, Hirvonen era líder cuando sufrió un pinchazo y un trompo en la penúltima etapa, que lo colocaron en el tercer lugar detrás de los pilotos de Citroën Loeb y Dani Sordo. La prueba fue un desastre para el equipo Ford de Hirvonen, ya que sus compañeros Latvala y François Duval se estrellaron más tarde cuando iban en segunda y quinta posición, respectivamente. Hirvonen se colocó a ocho puntos por debajo de Loeb en la clasificación general de pilotos con sólo cuatro rallyes restantes en el campeonato.
Loeb pronto se aseguró su primer puesto en el campeonato de pilotos en el Rally de Japón, pero la lucha por el título de constructores seguía abierta ya que Ford le sacaba a Citroën once puntos de ventaja. Eso cambió cuando Hirvonen volcó con su coche en la quinta etapa del último rally de la temporada, el Rally de Gran Bretaña. Fue relegado al puesto 44, subiendo a la octava posición al final del rally. El final de la temporada convirtió a Hirvonen y a su copiloto Lehtinen en los únicos participantes del en la historia del WRC en puntuar en todas las pruebas de una misma temporada.

### 2009
Hirvonen comenzó la temporada 2009 con un tercer lugar detrás del dúo de Citroën en el Rally de Irlanda. En el Rally de Noruega, que ganó en 2007, no ganó por un estrecho margen en favor de Loeb, después de tres días de apretada batalla. También finalizó segundo tras Loeb en las dos siguientes pruebas en Chipre y Portugal. En Portugal, Hirvonen empató el récord de la más larga racha de finalizar en los puntos en el mundial (22 eventos) de su antiguo compañero de equipo Marcus Grönholm. En la siguiente ronda en Argentina, Hirvonen iba seis segundos por detrás de Loeb después de 14 etapas cuando su Focus WRC incurrió en un problema de motor. Su retirada permitió a Loeb aventajarle en 20 puntos en la clasificación general de pilotos.
En el Rally de Italia-Cerdeña, tanto Hirvonen como Loeb perdieron mucho tiempo en el primer día en un intento de obtener una mejor posición. Después de un pinchazo de Loeb, Hirvonen se vio incapaz de coger su compañero Latvala, que había estado al frente de la posición de principio a fin. En el siguiente Rally Acrópolis en Grecia, Hirvonen consiguió alzarse con la primera victoria de la temporada. Con Loeb fuera de carrera debido a una salida de pista, pudo reducir la ventaja en el campeonato a siete puntos por detrás del francés. En el siguiente Rally de Polonia, Loeb se estrelló de nuevo, solo pudiendo recuperar hasta el séptimo lugar, y permitiendo así a Hirvonen ganar su segundo rally consecutivo y trasladarse a la parte superior de la tabla de posiciones. En Finlandia, Hirvonen tomó el liderato en la primera etapa y no soltó hasta el final, por lo que continuó alejándose de Loeb en el campeonato, ganando así por primera vez el rally de su país natal. Pocas semanas después, en Australia, Mikko se encontró de nuevo luchando en una apretada batalla contra Loeb, en la que Loeb ganó finalmente. Desafortunadamente para Loeb su coche se encontró con ciertas irregularidades en las barras antivuelco, al igual que Dani Sordo y Sebastian Ogier. Tras esto, se les penalizó con 1 minuto, lo que dio la victoria a Hirvonen y 10 puntos más.
Sin embargo, Hirvonen no pudo ganar ni en España ni en Gran Bretaña y Loeb, vencedor en ambas pruebas, le arrebató el título por solo un punto de diferencia.

### 2010
La temporada 2010 supuso la última temporada con el Ford Focus WRC. A pesar de comenzar el año con sendas victorias en el Rally de Montecarlo (haciendo debutar el Ford Fiesta S2000) y en el Rally de Suecia, lo que le convertía en el primer piloto de la historia que lideraba simultáneamente las clasificaciones del IRC y WRC, fue una mala temporada con dos abandonos y un sexto puesto final en el campeonato, el peor resultado desde 2005.

### 2011

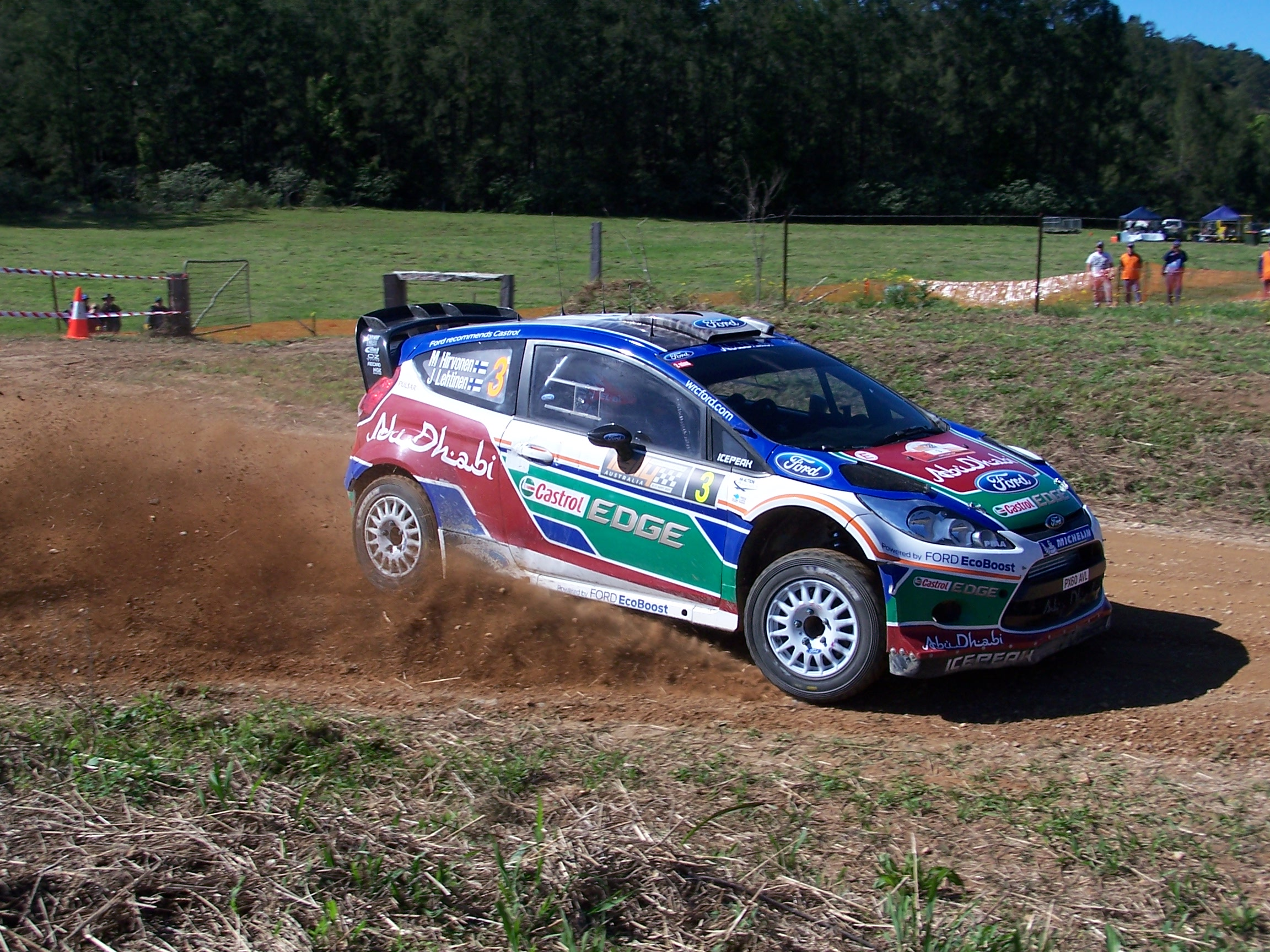
Hirvonen con el Ford Fiesta WRC en el Rally de Australia 2011 donde consiguió la segunda victoria de la temporada.

La temporada 2011 y con el nuevo Ford Fiesta WRC, Hirvonen comenzó el año repitiendo victoria en Suecia. Fue realizando buenas actuaciones sin bajar del cuarto puesto en ningún rally y aprovechó dos malos resultados de Loeb, el primero en Australia donde venció y el segundo en Francia, donde Loeb se retiró e Hirvonen logró un tercer puesto. En España Loeb se impuso e Hirvonen logró el segundo puesto gracias a una penalización que cometió su compañero Latvala, dejándole así con opciones al título en la última prueba del año, en el Rally de Gran Bretaña.
En Gran Bretaña Hirvonen tras colocarse líder de la carrera, sufre una pequeña salida que lo obliga a retirarse concediéndole el campeonato a Loeb. De esta manera el finlandés obtuvo su tercer subcampeonato mundial.

### 2012: Citroën
Al finalizar la temporada 2011 se anunció el fichaje de Hirvonen por Citroën, con un acuerdo inicial de dos temporadas, por lo que el finlandés pasó a acompañar a Loeb en el equipo francés en el lugar de Ogier para la temporada 2012.
Venció por única vez en Cerdeña, y cosechó seis segundos puestos y tres terceros. Por tanto, resultó subcampeón por detrás de Loeb.

### 2013
Continuando con Citroën, Hirvonen obtuvo cinco podios en las 13 carreras de 2013. Así, quedó cuarto en la tabla general, por detrás de la dupla de Volkswagen –Ogier y Latvala– y del número 1 de Ford, Thierry Neuville.

### 2014: M-Sport
A finales de 2013, Hirvonen abandonó Citroën y regresó al equipo de Malcolm Wilson, el M-Sport WRT, para pilotar el Ford Fiesta RS WRC, ahora con estatus semioficial. Logró un segundo puesto en Portugal, un tercero en España, dos cuartos en Suecia y Polonia y cuatro quintos en Finlandia, Alemania, Australia y Francia. Así, quedó cuarto en el campeonato de pilotos, por detrás de los tres pilotos de Volkswagen.
En el mes de noviembre y antes de disputar la última cita del calendario, Gran Bretaña, Hirvonen anunció su intención de retirarse del campeonato del mundo.

### 2015-2016: Rally raid
Hirvonen fue contratado por el equipo X-Raid para disputar la Baja Aragón 2015 y el Rally Dakar 2016 con un Mini Countryman.

## Estadísticas

### Resultados en el Campeonato Mundial de Rally
| Año  | Equipo                   | Vehículo              | 1       | 2       | 3       | 4       | 5       | 6       | 7       | 8       | 9       | 10    | 11      | 12     | 13      | 14      | 15    | 16      | Posic. | Puntos |
| ---- | ------------------------ | --------------------- | ------- | ------- | ------- | ------- | ------- | ------- | ------- | ------- | ------- | ----- | ------- | ------ | ------- | ------- | ----- | ------- | ------ | ------ |
| 2002 | Mikko Hirvonen           | Renault Clio S1600    | MON     | SWE     | COR     | ESP     | CHI     | ARG     | GRE     | SAF     | FIN 21  | GER   | ITA Ret | NZL    | AUS     |         |       |         | -      | 0      |
| 2002 | Mikko Hirvonen           | Subaru Impreza WRC    |         |         |         |         |         |         |         |         |         |       |         |        |         | GBR Ret |       |         | -      | 0      |
| 2003 | Ford Motor Co.           | Ford Focus RS WRC 02  | MON Ret | SWE 11  | TUR Ret |         | ARG 16  | GRC Ret | CYP 6   | GER 13  | FIN Ret | AUS 9 |         |        |         | GBR Ret |       |         | 16º    | 3      |
| 2003 | Ford Motor Co.           | Ford Focus RS WRC 03  |         |         |         | NZL 10  |         |         |         |         |         |       | ITA Ret | FRA 10 | ESP 14  |         |       |         | 16º    | 3      |
| 2004 | Subaru World Rally Team  | Subaru Impreza WRC 03 | MON Ret | SWE 9   |         |         |         |         |         |         |         |       |         |        |         |         |       |         | 7º     | 29     |
| 2004 | Subaru World Rally Team  | Subaru Impreza WRC 04 |         |         | MEX 5   | NZL 7   | CYP 5   | GRC Ret | TUR 6   | ARG 4   | FIN Ret | GER 8 | JPN 7   | GBR 7  | ITA Ret | FRA 10  | ESP 8 | AUS 4   | 7º     | 29     |
| 2005 | Mikko Hirvonen           | Ford Focus RS WRC 03  | MON     | SWE Ret | MEX     | NZL     | ITA Ret | CYP     | TUR     | GRE 5   | ARG     |       |         |        |         |         | ESP 3 |         | 10º    | 14     |
| 2005 | Ford World Rally Team    | Ford Focus RS WRC 04  |         |         |         |         |         |         |         |         |         | FIN 5 | GER     | GBR    |         |         |       |         | 10º    | 14     |
| 2005 | Škoda Motorsport         | Škoda Fabia WRC       |         |         |         |         |         |         |         |         |         |       |         |        | JPN Ret | FRA     |       |         | 10º    | 14     |
| 2006 | Ford World Rally Team    | Ford Focus RS WRC 06  | MON 7   | SWE 12  | MEX 14  | ESP 9   | FRA 4   | ARG Ret | ITA 2   | GRC 3   | GER 9   | FIN 3 | JPN 3   | CYP 3  | TUR 2   | AUS 1   | NZL 2 | GBR Ret | 3º     | 65     |
| 2007 | Ford World Rally Team    | Ford Focus RS WRC 06  | MON 5   | SWE 3   | NOR 1   | MEX 3   | POR 5   | ARG 3   | ITA 2   | GRC 4   |         |       |         |        |         |         |       |         | 3º     | 99     |
| 2007 | Ford World Rally Team    | Ford Focus RS WRC 07  |         |         |         |         |         |         |         |         | FIN 2   | GER 3 | NZL 3   | ESP 4  | FRA 13  | JPN 1   | IRE 4 | GBR 1   | 3º     | 99     |
| 2008 | Ford World Rally Team    | Ford Focus RS WRC 07  | MON 2   | SWE 2   | MEX 4   | ARG 5   | JOR 1   | ITA 2   | GRC 3   | TUR 1   | FIN 2   |       |         |        |         |         |       |         | 2º     | 103    |
| 2008 | Ford World Rally Team    | Ford Focus RS WRC 08  |         |         |         |         |         |         |         |         |         | GER 4 | NZL 3   | ESP 3  | FRA 2   | JPN 1   | GBR 8 |         | 2º     | 103    |
| 2009 | Ford World Rally Team    | Ford Focus RS WRC 08  | IRE 3   | NOR 2   | CYP 2   | POR 2   | ARG Ret |         |         |         |         |       |         |        |         |         |       |         | 2º     | 92     |
| 2009 | Ford World Rally Team    | Ford Focus RS WRC 09  |         |         |         |         |         | ITA 2   | GRE 1   | POL 1   | FIN 1   | AUS 1 | ESP 3   | GBR 2  |         |         |       |         | 2º     | 92     |
| 2010 | Ford World Rally Team    | Ford Focus RS WRC 09  | SWE 1   | MEX 4   | JOR 20  | TUR 3   | NZL 4   | POR 4   | BUL 5   | FIN Ret | DEU Ret | JPN 6 | FRA 5   | ESP 5  | GBR 4   |         |       |         | 6º     | 126    |
| 2011 | Ford World Rally Team    | Ford Fiesta RS WRC    | SWE 1   | MEX 2   | POR 4   | JOR 4   | ITA 2   | ARG 2   | GRE 3   | FIN 4   | DEU 4   | AUS 1 | FRA 3   | ESP 2  | GBR Ret |         |       |         | 2º     | 214    |
| 2012 | Citroën World Rally Team | Citroën DS3 WRC       | MON 4   | SWE 2   | MEX 2   | POR EXC | ARG 2   | GRE 2   | NZL 2   | FIN 2   | DEU 3   | GBR 5 | FRA 3   | ITA 1  | ESP 3   |         |       |         | 2º     | 213    |
| 2013 | Citroën World Rally Team | Citroën DS3 WRC       | MON 4   | SWE 17  | MEX 2   | POR 2   | ARG 6   | GRE 8   | ITA Ret | FIN 4   | DEU 3   | AUS 3 | FRA 6   | ESP 3  | GBR Ret |         |       |         | 4º     | 126    |
| 2014 | M-Sport WRT              | Ford Fiesta RS WRC    | MON Ret | SWE 4   | MEX 8   | POR 2   | ARG 9   | ITA Ret | POL 4   | FIN 5   | DEU 5   | AUS 5 | FRA 5   | ESP 3  | GBR 2   |         |       |         | 4º     | 126    |

#### Victorias en el campeonato del mundo
| N.º | Rally                         | Año  | Copiloto       | Automóvil            |
| --- | ----------------------------- | ---- | -------------- | -------------------- |
| 1   | Rally de Australia de 2006    | 2006 | Jarmo Lehtinen | Ford Focus RS WRC 06 |
| 2   | Rally de Noruega de 2007      | 2007 | Jarmo Lehtinen | Ford Focus RS WRC 06 |
| 3   | Rally de Japón de 2007        | 2007 | Jarmo Lehtinen | Ford Focus RS WRC 07 |
| 4   | Rally de Gran Bretaña de 2007 | 2007 | Jarmo Lehtinen | Ford Focus RS WRC 07 |
| 5   | Rally de Jordania de 2008     | 2008 | Jarmo Lehtinen | Ford Focus RS WRC 07 |
| 6   | Rally de Turquía de 2008      | 2008 | Jarmo Lehtinen | Ford Focus RS WRC 08 |
| 7   | Rally de Japón de 2008        | 2008 | Jarmo Lehtinen | Ford Focus RS WRC 08 |
| 8   | Rally Acrópolis de 2009       | 2009 | Jarmo Lehtinen | Ford Focus RS WRC 09 |
| 9   | Rally de Polonia de 2009      | 2009 | Jarmo Lehtinen | Ford Focus RS WRC 09 |
| 10  | Rally de Finlandia de 2009    | 2009 | Jarmo Lehtinen | Ford Focus RS WRC 09 |
| 11  | Rally de Australia de 2009    | 2009 | Jarmo Lehtinen | Ford Focus RS WRC 09 |
| 12  | Rally de Suecia de 2010       | 2010 | Jarmo Lehtinen | Ford Focus RS WRC 09 |
| 13  | Rally de Suecia de 2011       | 2011 | Jarmo Lehtinen | Ford Fiesta RS WRC   |
| 14  | Rally de Australia de 2011    | 2011 | Jarmo Lehtinen | Ford Fiesta RS WRC   |
| 15  | Rally de Cerdeña de 2012      | 2012 | Jarmo Lehtinen | Citroën DS3 WRC      |

### Resultados Intercontinental Rally Challenge
| Año  | Equipo  | Auto              | 1     | 2   | 3   | 4   | 5   | 6   | 7   | 8   | 9   | 10  | 11  | 12  | Posi. | Puntos |
| ---- | ------- | ----------------- | ----- | --- | --- | --- | --- | --- | --- | --- | --- | --- | --- | --- | ----- | ------ |
| 2010 | M-Sport | Ford Fiesta S2000 | MON 1 | CUR | ARG | CAN | CER | YPR | AZO | MAD | BCZ | SAN | ESC | CYP | 11º   | 10     |

### Rally Dakar
| Año     | Categoría | Vehículo | Posición | Etapas |
| ------- | --------- | -------- | -------- | ------ |
| 2016    | Coches    | MINI     | 4.º      | 1      |
| 2017    | Coches    | MINI     | 13.º     | -      |
| 2018    | Coches    | MINI     | 19.º     | -      |
| Fuente: |           |          |          |        |